# The Communards
The Communards foren un duo de synthpop creat en 1985 quan el cantant Jimmy Somerville va deixar Bronski Beat per desavinences polítiques per unir-se al músic clàssic Richard Coles, que va proveir dels ritmes inspirats en el soul de la dècada de 1960 transformat en música disco acompanyats per la veu de falset de Somerville. El grup va estar actiu fins al 1988, quan va revelar que mentia sobre el seu VIH, havent arribat a aconseguir el número 1 en la llista britànica durant quatre setmanes amb la seva versió de Don't Leave Me This Way el 1986.
Originalment anomenats The Commitee, per evitar confusions amb altres grups el van canviar per The Communards en referència als revolucionaris de la Comuna de París, dels que van conèixer la història a través de Mark Ashton en una visita al Mur des fédérés del Cementiri del Père-Lachaise, on els darrers resistents foren afusellats.

## Discografia[9]
- 1986: Communards (London Records)
- 1987: Red (London Records)